# Trogoner
Trogonere (latin: Trogonidae) er den eneste familie i fugleordenen Trogoniformes.

## Klassifikation
Familie: Trogonidae
- Underfamilie: Apalodermatinae (Afrikanske trogoner)
  - Slægt: Apaloderma
    - Narinatrogon, Apaloderma narina
    - Nøgenkindet trogon, Apaloderma aequatoriale
    - Blåbrystet trogon, Apaloderma vittatum
- Underfamilie: Trogoninae
  - Tribus: Trogonini (Den nye verdens trogoner)
    - Slægt: Pharomachrus
      - Quetzal, Pharomachrus mocinno
      - Toppet quetzal, Pharomachrus antisianus
      - Hvidspidset quetzal, Pharomachrus fulgidus
      - Gyldenhovedet quetzal, Pharomachrus auriceps
      - Rødnæbbet quetzal, Pharomachrus pavoninus

    - Slægt: Euptilotis
      - Øretrogon, Euptilotis neoxenus

    - Slægt: Priotelus
      - Cubatrogon, Priotelus temnurus
      - Hispaniolatrogon, Priotelus roseigaster

    - Slægt: Trogon
      - Sorthovedet trogon, Trogon melanocephalus
      - Guløjet trogon, Trogon citreolus
      - Hvidhalet trogon, Trogon viridis
      - Blårygget trogon, Trogon bairdii
      - Blågul trogon, Trogon violaceus
      - Mexicotrogon, Trogon mexicanus
      - Hvidøjet trogon, Trogon comptus
      - Båndhaletrogon, Trogon collaris
      - Pragttrogon, Trogon elegans
      - Orangebuget trogon, Trogon aurantiiventris
      - Masketrogon, Trogon personatus
      - Sortstrubet trogon, Trogon rufus
      - Surucuatrogon, Trogon surrucura
      - Blåisset trogon, Trogon curucui
      - Sorthalet trogon, Trogon melanurus
      - Orangenæbbet trogon, Trogon massena
      - Gitterhalet trogon, Trogon clathratus

  - Tribus: Harpactini (Asiatiske trogoner)
    - Slægt: Harpactes
      - Blåhalet trogon, Harpactes reinwardtii
      - Malabartrogon, Harpactes fasciatus
      - Rødnakket trogon, Harpactes kasumba
      - Brunnakket trogon, Harpactes diardii
      - Filippinsk trogon, Harpactes ardens
      - Kinabalutrogon, Harpactes whiteheadi
      - Okkergumpet trogon, Harpactes orrhophaeus
      - Rødgumpet trogon, Harpactes duvaucelii
      - Gulbuget trogon, Harpactes oreskios
      - Rødhovedet trogon, Harpactes erythrocephalus
      - Stor trogon, Harpactes wardi